# San Paio
San Paio en galicien (nom officiel), ou également San Paio en castillan, est un hameau de la parroquia (paroisse civile) de San Paio de Sabugueira (gl) dans le concello (canton ou commune) de Santiago de Compostela (Saint-Jacques-de-Compostelle en français), comarque de Santiago, province de La Corogne, communauté autonome de Galice, au nord-ouest de l'Espagne.
Ce hameau du concello de Santiago de Compostela est traversé par le Camino francés du Pèlerinage de Saint-Jacques-de-Compostelle.

## Patrimoine et culture

### Pèlerinage de Compostelle
Le Camino francés du Pèlerinage de Saint-Jacques-de-Compostelle traverse le hameau de San Paio (San Paio en castillan), en venant du hameau de Cimadevila (Cimadevila en castillan) dans le concello (commune ou canton) de Santiago de Compostela.
La halte suivante est le hameau d'A Esquipa (Esquipa en castillan), dans le même concello de Santiago de Compostela, après avoir contourné Casa Quian.